# 太陽の傷
『太陽の傷』（たいようのきず）は、2006年9月16日公開の日本映画。監督は三池崇史。

## 概要
主演は、数々の三池崇史監督作品に出演している哀川翔。脚本は、「太陽にほえろ」シリーズ、「あぶない刑事」シリーズの大川俊道。スタッフは、三池組が集結した。仮題として「A LICENSE TO KILL 帰郷」。
2006年9月16日からユーロスペースにて劇場公開された。
2007年1月21日にDVDが東映ビデオから発売された。

## 出演者
- 哀川翔 - 片山敏樹
- 佐藤藍子 - 滝沢真弓
- 森本慧 - 神木彰
- 吉岡美穂 - 片山香緒里
- 勝野洋 - 田口邦男
- 小木茂光 - 沢田修
- 本宮泰風 - 新田誠
- 平泉成 - 福島太郎
- 夏山千景 - レイナ
- 冨浦智嗣 - 涼
- 佐々木麻緒 - 片山彩乃
- 蜷川みほ - 片山陽子
- 高味光一郎 - 富樫
- 遠藤憲一 - ドラッグストア店員
- 松重豊 - 尾崎勝也
- 風間トオル - 内村洋平
- 宅麻伸 - 赤津洸一郎

## スタッフ
- 監督：三池崇史
- 製作：夏山易子
- 製作統括：夏山静香
- プロデューサー：田所幸三、夏山昌一郎
- 企画：夏山佳久
- 企画協力：瀬戸恒雄
- 原案：夏山佳久
- 脚本：大川俊道
- 撮影：金子正人
- 照明：田村文彦
- 録音：佐藤幸哉
- 音響効果：柴崎憲治
- 編集：島村泰司
- 美術：坂本朗
- 音楽：遠藤浩二
- 助監督：加藤文明、金丸雄一
- 配給：シネマパラダイス